# Luc Alphand
Luc Alphand (Briançon, 1965. augusztus 6. –) francia alpesisíző, autóversenyző.

## Pályafutása

### Alpesisí
1984-ben debütált az alpesisí-világkupán. 1995-ben és 1996-ban a megnyerte a lesiklás pontversenyét, majd 1997-ben a lesiklás mellett a Szuperóriás-műlesiklásban is ő lett az első, valamint ebben az évben győzött összetettben is.
1996-ban bronzérmet szerzett a világbajnokságon lesiklásban.

### Autóversenyzés

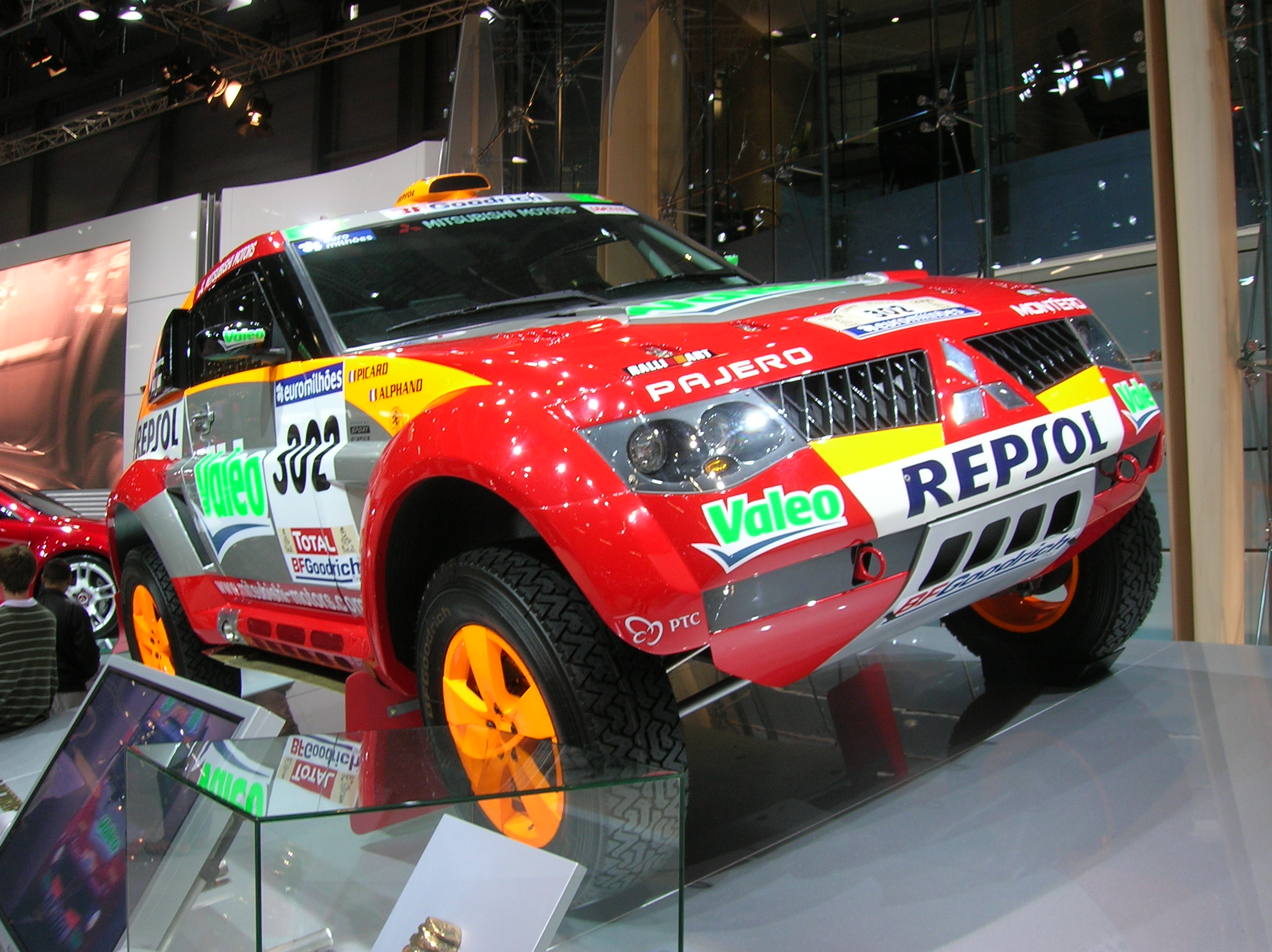
Alphand és Picard 2006-os Dakaron győztes versenyautója egy kiállításon

1997 után befejezte sípályafutását, és áttért az autóversenyzésre. 2009-ig Le Mans-i, tereprali-, és túraautó-versenyeken indult. 1998-ban megalapította a Luc Alphand Aventures nevű csapatot. Az alakulat leginkább hosszútávú futamokon, a Le Mans-szériák versenyein szerepel.

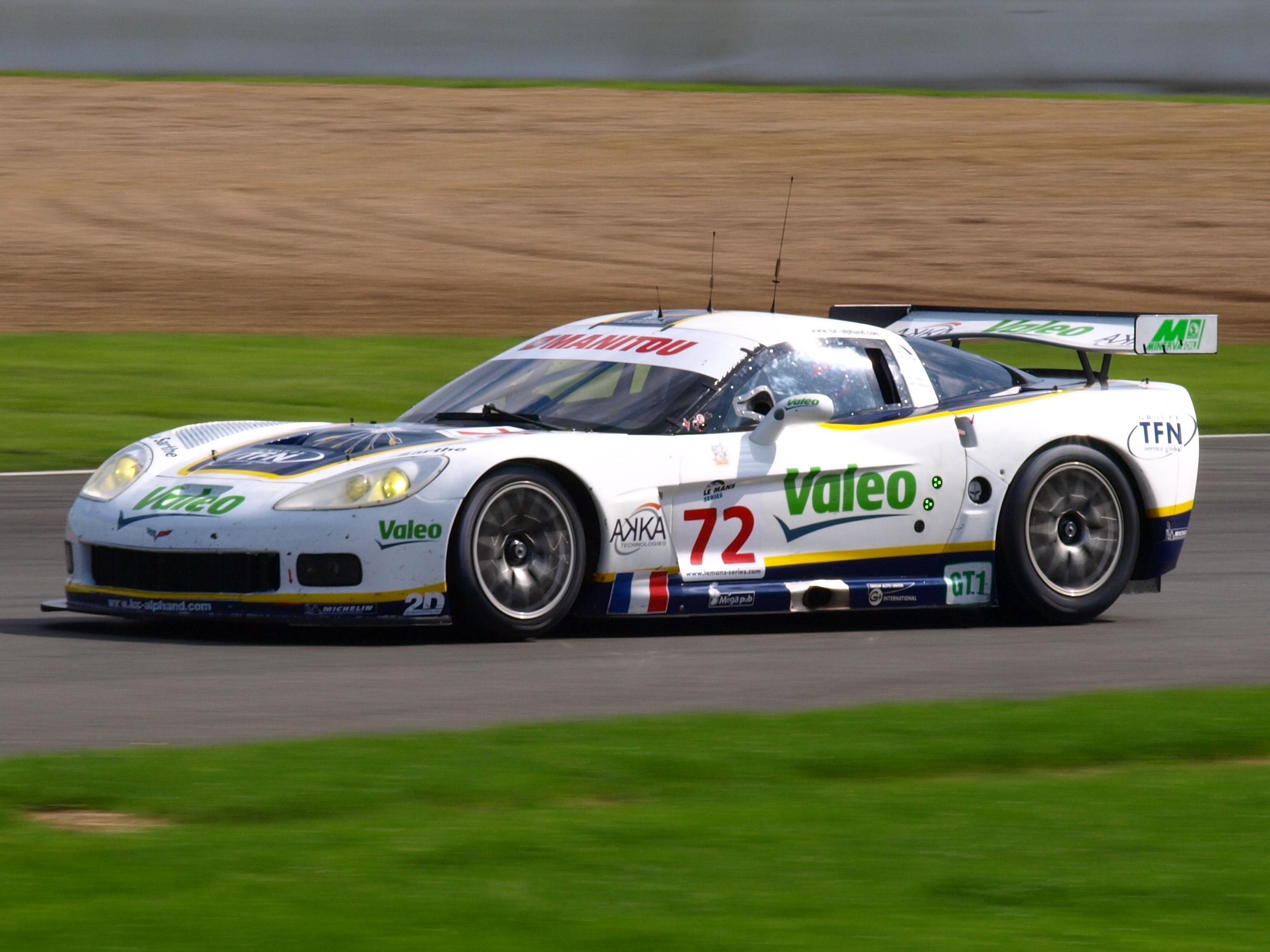
A Luc Alphand Aventures egy autója a 2008-as Silverstone-i 1000 kilométeres versenyen

1998-ban debütált a Dakar-ralin. A 2003-as és a 2004-es viadalon a X-Raid BMW csapatával vett részt, és több szakaszgyőzelmet is szerzett. 2005-ben a Mitsubishi gyári versenyzője lett. Ebben az évben másodikként zárt a Dakaron csapat-, és honfitársa, Stéphane Peterhansel mögött. A 2006-os versenyen újfent Peterhanselel küzdött az első helyért. Három szakasszal a cél előtt azonban a címvédő fának ütközött, és Alphand került az élre. Végül megtartotta előnyét és megszerezte a győzelmet. 2007-ben újra kettőjük közül került ki a győztes. Miután a Volkswagen versenyzői sorra kiestek az első helyekről, Luc és Peter állt az élre. Alphandnak végül nem sikerült a címvédés; kevesebb mint nyolc perccel zárt Peter mögött a célban.
2001 és 2009 között minden évben rajthoz állt a Le Mans-i 24 órás autóversenyen. Legjobb eredménye egy hetedik helyezés, melyet a 2006-os futamon ért el. 2007-től 2009-ig a Le Mans-széria versenyein is elindult, ezeken több kategória-győzelmet is szerzett.
2009. június 27-én súlyos balesetet szenvedett egy francia motokrossz versenyen. Komoly gerincsérülések érték, és orvosai javaslatára fel kellett hagynia az aktív autóversenyzéssel.

## Sikerei
- Dakar-rali
  - Győztes: 2006
    - Második: 2005, 2007
- Alpesisí-világbajnokság
  - Bronzérmes: 1996 (lesiklás)
- Alpesisí-világkupa
  - Bajnok: 1997

## Eredményei

### Világkupa-győzelmei
Összetett
| Szezon | Szakág                 |
| ------ | ---------------------- |
| 1995   | Lesiklás               |
| 1996   | Lesiklás               |
| 1997   | Összetett              |
| 1997   | Lesiklás               |
| 1997   | Szuperóriás-műlesiklás |

Versenygyőzelmek
| Szezon | Dátum              | Helyszín    | Szakág                 |
| ------ | ------------------ | ----------- | ---------------------- |
| 1995   | 1995. január 13.   | Kitzbühel   | Lesiklás               |
| 1995   | 1995. január 14.   | Kitzbühel   | Lesiklás               |
| 1995   | 1995. március 15.  | Bormio      | Lesiklás               |
| 1996   | 1995. december 1.  | Vail        | Lesiklás               |
| 1996   | 1995. december 9.  | Val-d’Isère | Lesiklás               |
| 1996   | 1996. február 2.   | Garmisch    | Lesiklás               |
| 1997   | 1996. december 20. | Val Gardena | Lesiklás               |
| 1997   | 1996. december 29. | Bormio      | Lesiklás               |
| 1997   | 1997. január 24.   | Kitzbühel   | Lesiklás               |
| 1997   | 1997. január 29.   | Laax        | Szuperóriás-műlesiklás |
| 1997   | 1997. február 21.  | Garmisch    | Szuperóriás-műlesiklás |
| 1997   | 1997. február 22.  | Garmisch    | Lesiklás               |

### Autóversenyzés
Dakar-rali
| Év   | Autó                     | Navigátor         | Helyezés |
| ---- | ------------------------ | ----------------- | -------- |
| 1998 | Mitsubishi               |                   | Kiesett  |
| 1999 | Mitsubishi Pajero        |                   | 16.      |
| 2000 | Schlesser Renault Kangoo |                   | Kiesett  |
| 2001 | Schlesser Renault Kangoo |                   | Kiesett  |
| 2002 | Mitsubishi Pajero        | Amaud Debron      | 7.       |
| 2003 | BMW X5                   | Matthew Stevenson | 9.       |
| 2004 | BMW X5                   | Henri Magne       | 4.       |
| 2005 | Mitsubishi Pajero        | Gilles Picard     | 2.       |
| 2006 | Mitsubishi Pajero        | Gilles Picard     | 1.       |
| 2007 | Mitsubishi Pajero        | Gilles Picard     | 2.       |
| 2009 | Mitsubishi Racing Lancer | Gilles Picard     | Kiesett  |

Le Mans-i 24 órás autóverseny
| Év   | Csapat                        | Autó                      | Csapattárs          | Csapattárs           | Helyezés | Kiesés oka |
| ---- | ----------------------------- | ------------------------- | ------------------- | -------------------- | -------- | ---------- |
| 2001 | Warm Up Luc Alphand Aventures | Porsche 996 GT3 R         | Michel Ligonnet     | Luis Marques         | 17.      |            |
| 2002 | Luc Alphand Aventures         | Porsche 996 GT3 RS        | Christian Lavieille | Olivier Thévenin     | 24.      |            |
| 2003 | Luc Alphand Aventures         | Ferrari 550 GTS Maranello | Jérôme Policand     | Frédéric Dor         | 21.      |            |
| 2004 | Luc Alphand Aventures         | Porsche 996 GT3 RS        | Christian Lavieille | Philippe Alméras     | 16.      |            |
| 2005 | Luc Alphand Aventures         | Porsche 996 GT3 RS        | Jérôme Policand     | Christopher Campbell | 18.      |            |
| 2006 | Luc Alphand Aventures         | Chevrolet Corvette C5-R   | Jérôme Policand     | Patrice Goueslard    | 7.       |            |
| 2007 | Luc Alphand Aventures         | Chevrolet Corvette C6.R   | Jérôme Policand     | Patrice Goueslard    | 12.      |            |
| 2008 | Luc Alphand Aventures         | Chevrolet Corvette C6.R   | Jérôme Policand     | Guillaume Moreau     | 17.      |            |
| 2009 | Luc Alphand Aventures         | Chevrolet Corvette C6.R   | Stéphane Grégoire   | Patrice Goueslard    | Kiesett  | Baleset    |